# 爪切地蔵
爪切地蔵（つめきりじぞう）は、岐阜県恵那市山岡町久保原にある、石造線刻の地蔵菩薩像。

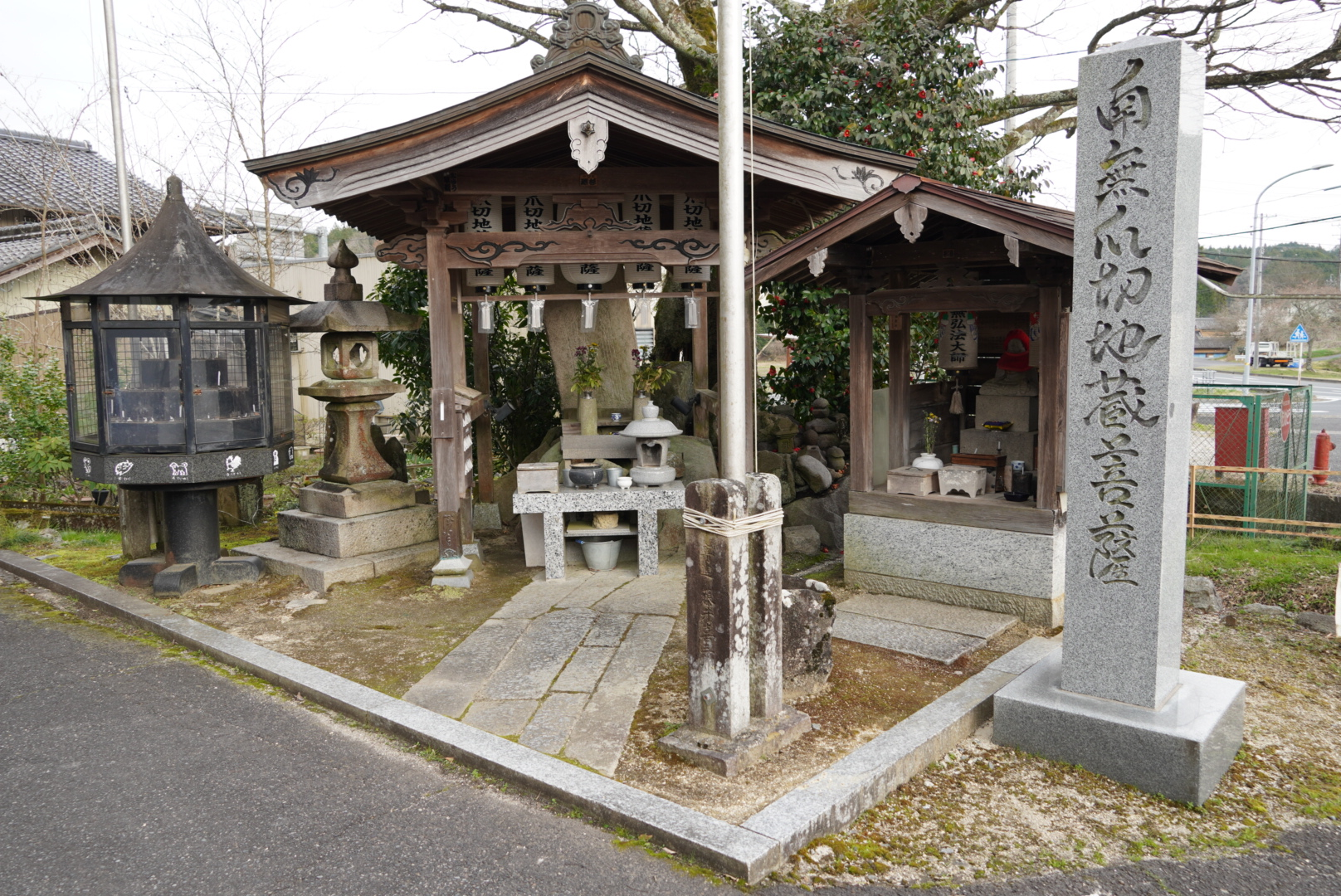
爪切地蔵

傍らには曹洞宗の林昌寺があり、石仏群もある。

## 由緒
伝承によれば、鎌倉時代末期の文保元年（1317年）、丹波から草伯という僧が行基作の薬師如来像を奉持し、久保原村へ来訪したとき、村人は草伯に帰依し草庵を建てて迎えた。
ある時、草伯の草庵に1人の老僧が訪れ一夜の宿を借りた。翌朝、この老僧の姿はなく、一枚岩の表面に浅い線で地蔵菩薩像が刻まれて傾いたままの状態で残されていた。
草伯は「昨夜の僧は、おそらく弘法大師で、一夜で爪で像を刻まれた」と思い、爪切地蔵と名付けた。
旅の老僧は、爪切地蔵を立てようとした時に夜明となり、一番鶏が鳴き、人の近づく気配を感じて、傾いたまま立ち去ったと伝えられる。
そこで村人が、爪切地蔵を真直に立て直すと災厄・病難がおこったので、また元の傾いたままの状態に戻したという。
祭りの時には煙火を揚げるのが定めで、煙火の祭りを怠ると、疫病災難が発生すると言われている。
爪切地蔵は恵那市の史跡に指定されており、実際の制作は江戸時代である。

## 祭事
- 毎年8月16日を大祭として煙火を奉納し花火大会が開催されている。
- 毎月第3日曜日に小祭として祈願・祈祷が行われる。

## アクセス
- 明知鉄道 の 花白温泉駅 下車　徒歩40分
- 中央自動車道 の 恵那インターチェンジより国道257号線で浜松方向に約30分